# Monti di Visegrád
I Monti di Visegrád (ungherese: Visegrádi-hegység) si trovano in Ungheria settentrionale, presso l'Ansa del Danubio. Fanno parte delle Montagne del Transdanubio, il punto più alto è il Dobogó-kő che misura 699 metri.

## Geografia
I Monti di Visegrád si trovano a circa 30 km e nord-ovest di Budapest.
Essi costituiscono il gruppo più settentrionale delle Montagne del Transdanubio.
Nella valle che li separa dai monti Börzsöny scorre il Danubio che qui effettua una svolta di 90°, nota come ansa del Danubio passando dalla direzione ovest->est alla direzione nord->sud.
I Monti di Visegrád fanno parte, insieme ai contigui Monti Pilis e Börzsöny, del Parco Nazionale del Danubio-Ipoly.

## Turismo
Sul Dobogó-kő ci sono due punti di osservazione che danno sul Danubio ed i monti Börzsöny. Nelle giornate limpide si riescono a vedere i Monti Mátra e, talvolta, anche i Monti Tatra in Slovacchia. Uno dei punti panoramici è situato a circa tre minuti a piedi dalla fermata dell'autobus e il parcheggio. L'altro punto di osservazione è un po' più lontano, situato nella direzione opposta. Esso offre una vista della città di Visegrád.
I Monti di Visegrád ed il Dobogó-kő sono sul percorso del Sentiero Europeo E4.